# اگیندی‌کول
اگیندی‌کول (به لاتین: Egindikol) یک زیستگاه انسانی در قزاقستان است که در شهرستان اگیندی‌کول واقع شده‌است.

## خصوصیات
اگیندی‌کول  ۳٬۲۸۵ نفر جمعیت دارد.